# Legio XXII Primigenia

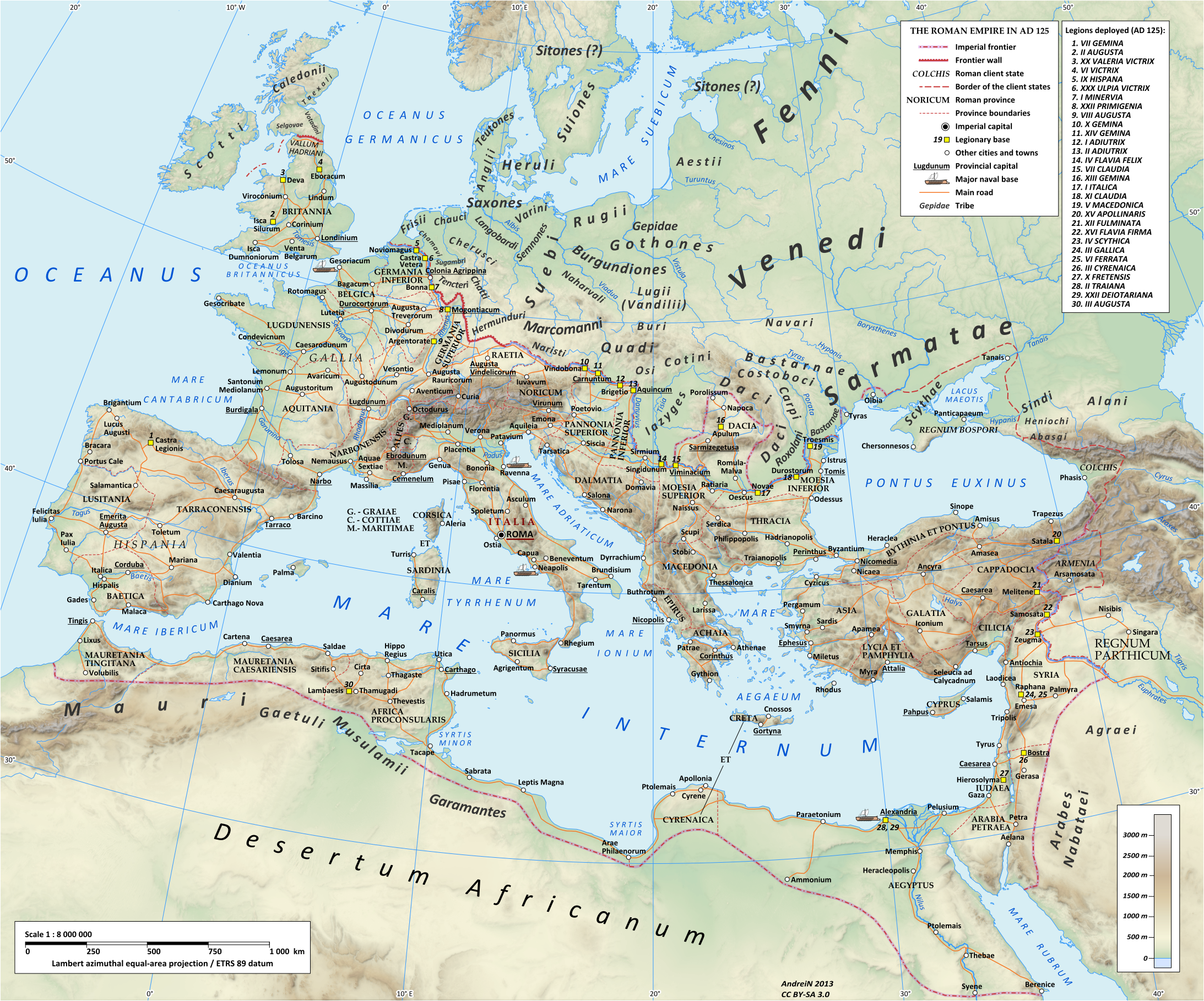
Bản đồ đế chế La Mã năm 125 SCn, dưới triều đại Hadrianus, cho thấy Legio XXII Primigenia, đóng quân bên bờ sông Rhine tại Moguntiacum (Mainz, Germany), ở tỉnh Thượng Germania, từ năm 39 cho tới thế kỉ 4

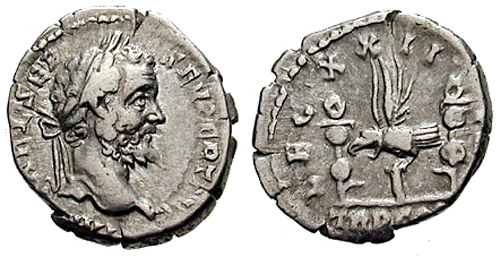
Đồng denarius này được đúc vào năm 193 dưới triều đại của Septimius Severus, nhằm tôn vinh XXII Primigenia, một trong những quân đoàn đã ủng hộ ông trong cuộc chiến tranh giành ngai vàng

Legio XXII Primigenia (Quân đoàn thứ hai mươi hai Primigenia , hiến dâng cho nữ thần Fortuna Primigenia) là một quân đoàn La Mã được Hoàng đế Caligula thành lập vào năm 39, và tham gia vào các chiến dịch của ông ở Germania. Hiện vẫn còn những chứng tích của XXII Primigenia ở Mogontiacum (hiện nay là Mainz) từ cuối thế kỷ thứ 3. Các biểu tượng của quân đoàn là Cung Ma Kết và thần Hercules.
XXII Primigenia đầu tiên đóng quân tại Mogontiacum thuộc tỉnh Thượng Germania của La Mã, để bảo vệ biên giới Rhine như là một phần của phòng tuyến. Cùng với phần còn lại của quân đội ở Đức, quân đoàn đã ủng hộ Vitellius trong Năm Tứ hoàng đế (năm 69). Trong cuộc khởi nghĩa Batavia, XXII Primigenia, nằm dưới sự chỉ huy của Gaius Dillius Vocula, và là quân đoàn duy nhất ở Germania còn sống sót cuộc tấn công của quân khởi nghĩa. Quân đoàn đã ở lại trong doanh trại của mình và bảo vệ Moguntiacum. Họ vẫn ở Moguntiacum cho đến ít nhất thế kỷ thứ 3. Sau này Hoàng đế Hadrianus đã là tribunus militum của XXII vào năm 97-98.
Thành lũy ở Rhine là trại chính của họ, nhưng lực lượng vexillatio của quân đoàn đã tham gia trong việc xây dựng trường thành Antoninus ở Scotland (thế kỷ thứ 2) và trong các chiến dịch chống lại đế chế Sassanid (khoảng năm 235).
Họ vẫn còn ở Moguntiacum trong cuộc tấn công của bộ tộc Alamanni vào năm 235, và họ đã treo cổ hoàng đế Alexander Severus, khi ông cố gắng thương lượng với kẻ thù, tiếp đó họ lựa chọn Maximinus Thrax làm hoàng đế mới.
Năm 268, Primigenia có thể đã chiến đấu dưới quyền Gallienus trong trận Naissus và giành chiến thắng trước người Goth. Năm sau, Laelianus, chỉ huy của quân đoàn 22, đã trở thành hoàng đế của đế chế Gallic.